# Maalbergen
Maalbergen is een buurtschap in de gemeente Zundert in de Nederlandse provincie Noord-Brabant. Het ligt in het zuiden van de gemeente, twee kilometer ten zuidoosten van het dorpje Wernhout. Het bos  De Krochten  ligt in de buurt van  Maalbergen. De Aa of Weerijs stroomt ook door buurtschap Maalbergen. In de Tweede Wereldoorlog is er op Maalbergen veel gevochten tussen de Duitsers en de geallieerden. In die tijd zijn er ook veel boerderijen kapotgeschoten.
Dorpen: Achtmaal · Klein-Zundert · Rijsbergen · Wernhout · Zundert

Buurtschappen: Breedschot · De Kruispad · De Lent · Driehoek · Hazeldonk · Hellegat · Hulsdonk · Kaarschot · Klein-Oekel · Luitert · Maalbergen · Moeren · Oekel · Ostaaijen · Raamberg · Stuivezand · Tiggelt · Tiggeltscheberg · Weimeren · Wernhoutsburg · Wildert

Noord-Brabant: Steden en dorpen      Nederland: Provincies · Gemeenten